# Moreno (metropolitana di Buenos Aires)
Moreno è una stazione della linea C della metropolitana di Buenos Aires.
Si trova sotto calle Bernardo de Irigoyen, nel tratto compreso tra avenida Belgrano e calle Moreno, nel barrio di Monserrat.
La stazione è stata proclamata monumento storico nazionale il 16 maggio 1997.

## Storia
La stazione è stata inaugurata il 9 novembre 1934, quando fu aperto al traffico il primo segmento della linea C compreso tra Diagonal Norte e Constitución.

## Interscambi
Nelle vicinanze della stazione effettuano fermata diverse linee di autobus urbani ed interurbani.
- Fermata autobus

## Servizi
La stazione dispone di:
- Biglietteria a sportello
- Biglietteria automatica